# Де-Уитт (округ, Иллинойс)
Де-Уитт (англ. DeWitt County) — округ в штате Иллинойс, США. По данным переписи 2010 года численность населения округа составила 16 561 чел., по сравнению с переписью 2000 года оно уменьшилось на 1,4 %. Окружной центр округа Де-Уитт — город Клинтон.

## История
Округ Де-Уитт сформирован из округа Пайатт в 1839 году.

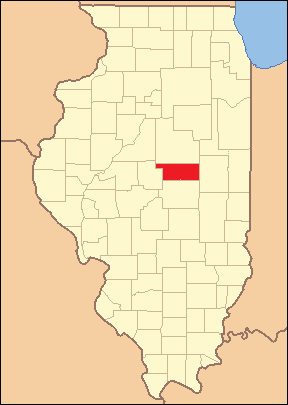
Территория округа после его формирования в 1839 году и до 1841 года
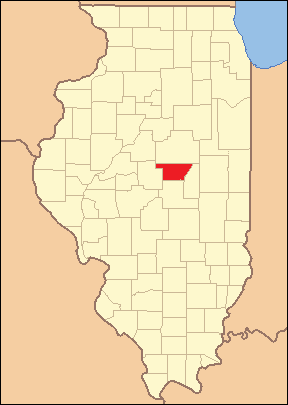
Территория округа с 1841 по 1845 года
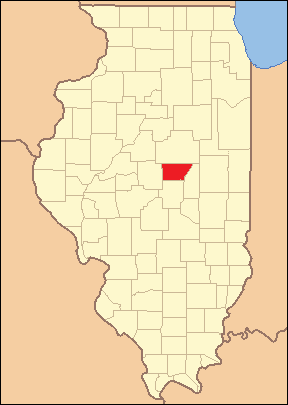
Территория округа с 1845 года и по сей день

## География
Общая площадь округа — 1049,2 км² (405,08 миль²), из которых 1029,5 км² (397,51 миль²) или 98,13 % суши и 19,6 км² (7,57 миль²) или 1,87 % водной поверхности.

### Климат
Округ находится в зоне влажного континентального климата. Температура варьируется в среднем от минимальных -8 °C в январе до максимальных 31 °C в июле. Рекордно низкая температура была зафиксирована в феврале 1905 года и составила -32 °C, а рекордно высокая температура была зарегистрирована в июле 1954 года и составила 45 °C. Среднемесячное количество осадков — от 50 мм в феврале до 115 мм в июле.

### Соседние округа
Округ Де-Уитт граничит с округами:
- Маклин — на севере
- Пайатт — на востоке
- Мейкон — на юге
- Логан — западе

### Основные автомагистрали
| Автомагистраль                 | Длина     | Начальный пункт  | Конечный пункт               | Год образования |
| ------------------------------ | --------- | ---------------- | ---------------------------- | --------------- |
| Межштатная автомагистраль I-74 | 690,1 км  | Давенпорт, Айова | Ламбертон, Северная Каролина |                 |
| Шоссе US-51                    | 2070 км   | Лаплас, Луизиана | Херли, Висконсин             | 1926            |
| Шоссе US-150                   | 919 км    | Молин, Иллинойс  | Маунт-Вернон, Кентукки       | 1926            |
| Трасса Illinois-10             | 141,01 км | Истон            | Шампейн                      | 1918            |
| Трасса Illinois-48             | 137,41 км | Реймонд          | Де-Уитт                      | 1924            |
| Трасса Illinois-54             | 175,98 км | Спрингфилд       | Онарга                       | 1972            |

## Населённые пункты
| Населённый пункт | Статус         | Год основания | Площадь  | Население (2010) |
| ---------------- | -------------- | ------------- | -------- | ---------------- |
| Вапелла          | деревня        | 1854          | 1,6 км²  | 558 чел.         |
| Де-Уитт          | деревня        |               | 0,52 км² | 184 чел.         |
| Кенни            | деревня        |               | 0,78 км² | 328 чел.         |
| Клинтон          | окружной центр | 1835          | 8,8 км²  | 7225 чел.        |
| Уэйнсвилл        | деревня        | ок. 1825      | 0,78 км² | 434 чел.         |
| Уэлдон           | деревня        |               | 0,78 км² | 429 чел.         |
| Фармер-Сити      | город          | ок. 1825      | 1,3 км²  | 2037 чел.        |

## Демография
По данным переписи населения 2000 года, численность населения в округе составила 16 798 человек, насчитывалось 6770 домовладений и 4684 семьи. Средняя плотность населения была 16 чел./км².
Распределение населения по расовому признаку:
- белые — 97,81 %
  - немецкого происхождения — 24,2 %
  - английского происхождения — 16,2 %
  - ирландского происхождения — 11,4 %
- афроамериканцы — 0,49 %
- коренные американцы — 0,19 %
- азиаты — 0,28 %
- латиноамериканцы — 1,27 % и др.

Из 6770 домовладений в 30,9 % были дети в возрасте до 18 лет, проживающие вместе с родителями, в 56,8 % — супружеские пары, живущие вместе, в 8,5 % — матери-одиночки, а 30,8 % не имели семьи. 26,8 % всех домовладений состояли из отдельных лиц и в 12,6 % из них проживали одинокие люди в возрасте 65 лет и старше. Средний размер домохозяйства — 2,44 человек, а средний размер семьи — 2,95.
Распределение населения по возрасту:
- до 18 лет — 24,6 %
- от 18 до 24 лет — 7,8 %
- от 25 до 44 лет — 28,3 %
- от 45 до 64 лет — 23,5 %
- от 65 лет — 15,9 %

Средний возраст составил 38 лет. На каждые 100 женщин приходилось 95,6 мужчин. На каждые 100 женщин возрастом 18 лет и старше приходились 93,5 мужчины.
Средний доход на домовладение — $ 41 256, а средний доход на семью — $ 50 429. Мужчины имеют средний доход от $ 35 902 против $ 23 998 у женщин. Доход на душу населения в округе — $ 20 488. Около 5,8 % семей и 8,2 % населения находились ниже черты бедности, в том числе 11,9 % из них моложе 18 лет и 7,2 % в возрасте 65 лет и старше.